# الدوري السويدي الدرجة الثانية 2009
الدوري السويدي الدرجة الثانية 2009 (بالسويدية: Division 2 i fotboll för herrar 2009)‏ هو موسم من الدوري السويدي الدرجة الثانية. فاز فيه Bodens BK ‏.